# Apanteles falcator
Apanteles falcator är en stekelart som först beskrevs av Julius Theodor Christian Ratzeburg 1852.  Apanteles falcator ingår i släktet Apanteles och familjen bracksteklar. Inga underarter finns listade i Catalogue of Life.